# Jogos Olímpicos de Inverno de 2010
Os Jogos Olímpicos de Inverno de 2010, oficialmente conhecidos como Jogos da XXI Olimpíada de Inverno, foram um evento multiesportivo realizado entre 12 e 28 de fevereiro, em Vancouver, na Colúmbia Britânica, Canadá. Alguns eventos decorreram-se nas subsedes em Whistler, Richmond e West Vancouver.
Esta foi a terceira vez que o país sediou as Olimpíadas e a primeira vez que a província da Colúmbia Britânica foi sede dos Jogos. Anteriormente, o Canadá foi sede dos Jogos Olímpicos de Verão de 1976, em Montreal, e dos Jogos Olímpicos de Inverno de 1988, em Calgary. Esta foi ainda a primeira vez em que as Olimpíadas de Inverno realizaram-se num mercado da National Hockey League (NHL), desde que houve a autorização dos jogadores profissionais para competirem nos Jogos, em Nagano 1998. Foram também os mais quentes da história dos Jogos Olímpicos de Inverno. O evento foi oficialmente aberto pela governadora-geral Michaëlle Jean. Durante os dezesseis dias de disputas, 2 622 atletas de 82 países competiram em quinze modalidades de sete esportes.
Pela primeira vez o Canadá conquistou uma medalha de ouro olímpica em território nacional. O Canadá conquistou ainda o primeiro lugar no quadro de medalhas e se tornou o primeiro país-sede desde a Noruega em 1952 a liderar a contagem de medalhas de ouro. Com quatorze, o Canadá bateu o recorde de medalhas de ouro em uma única edição de Jogos Olímpicos de Inverno, superando as treze anteriores obtidas pela União Soviética em 1976 e Noruega em 2002. Os Estados Unidos conquistaram mais medalhas no total com 37, e quebrou o recorde de medalhas conquistadas em uma única edição de Jogos Olímpicos de Inverno que pertencia a Alemanha em 2002 com 36 medalhas. Atletas da Eslováquia e Bielorrússia conquistaram a primeira medalha de ouro olímpica para as suas nações em Olimpíadas de Inverno.

## Processo de eleição
| Resultados da eleição da cidade-sede dos XXI Jogos Olímpicos de Inverno | Resultados da eleição da cidade-sede dos XXI Jogos Olímpicos de Inverno | Resultados da eleição da cidade-sede dos XXI Jogos Olímpicos de Inverno | Resultados da eleição da cidade-sede dos XXI Jogos Olímpicos de Inverno |
| ----------------------------------------------------------------------- | ----------------------------------------------------------------------- | ----------------------------------------------------------------------- | ----------------------------------------------------------------------- |
| Cidade                                                                  | CON                                                                     | 1ª rodada                                                               | 2ª rodada                                                               |
| Vancouver                                                               | Canadá                                                                  | 40                                                                      | 56                                                                      |
| Pyeongchang                                                             | Coreia do Sul                                                           | 51                                                                      | 53                                                                      |
| Salzburgo                                                               | Áustria                                                                 | 16                                                                      | -                                                                       |

Vancouver foi eleita cidade-sede em 2 de junho de 2003, durante a 115ª reunião do Comité Olímpico Internacional, em Praga, impondo-se diante de PyeongChang e Salzburgo. Anteriormente, havia vencido a disputa interna do Comitê Olímpico do Canadá, competindo contra Quebec e Calgary, que havia sediado os Jogos Olímpicos de Inverno de 1988.
Antes da reunião de aprovação para a cidade-sede, cinco outras cidades declararam-se candidatas, mas não chegaram a ser escolhidas como finalistas em 2002: Andorra-la-Vella, em Andorra, Berna, na Suíça, Harbin, na China, Jaca, na Espanha e Sarajevo, na Bósnia e Herzegovina. Berna fora escolhida como candidata, porém, desistiu em virtude da falta de apoio popular. Na primeira rodada da votação de 2 de junho, Vancouver ficou em segundo lugar, atrás de PyeongChang, mas esta não obteve a maioria absoluta. Segundo as regras do COI, nesses casos, a última colocada (no caso, Salzburgo) é eliminada e ocorre uma nova rodada. Nesta, Vancouver obteve a maioria absoluta dos votos, não necessitando de outras rodadas já que eram apenas duas concorrentes.

## Preparação

### Locais de competição

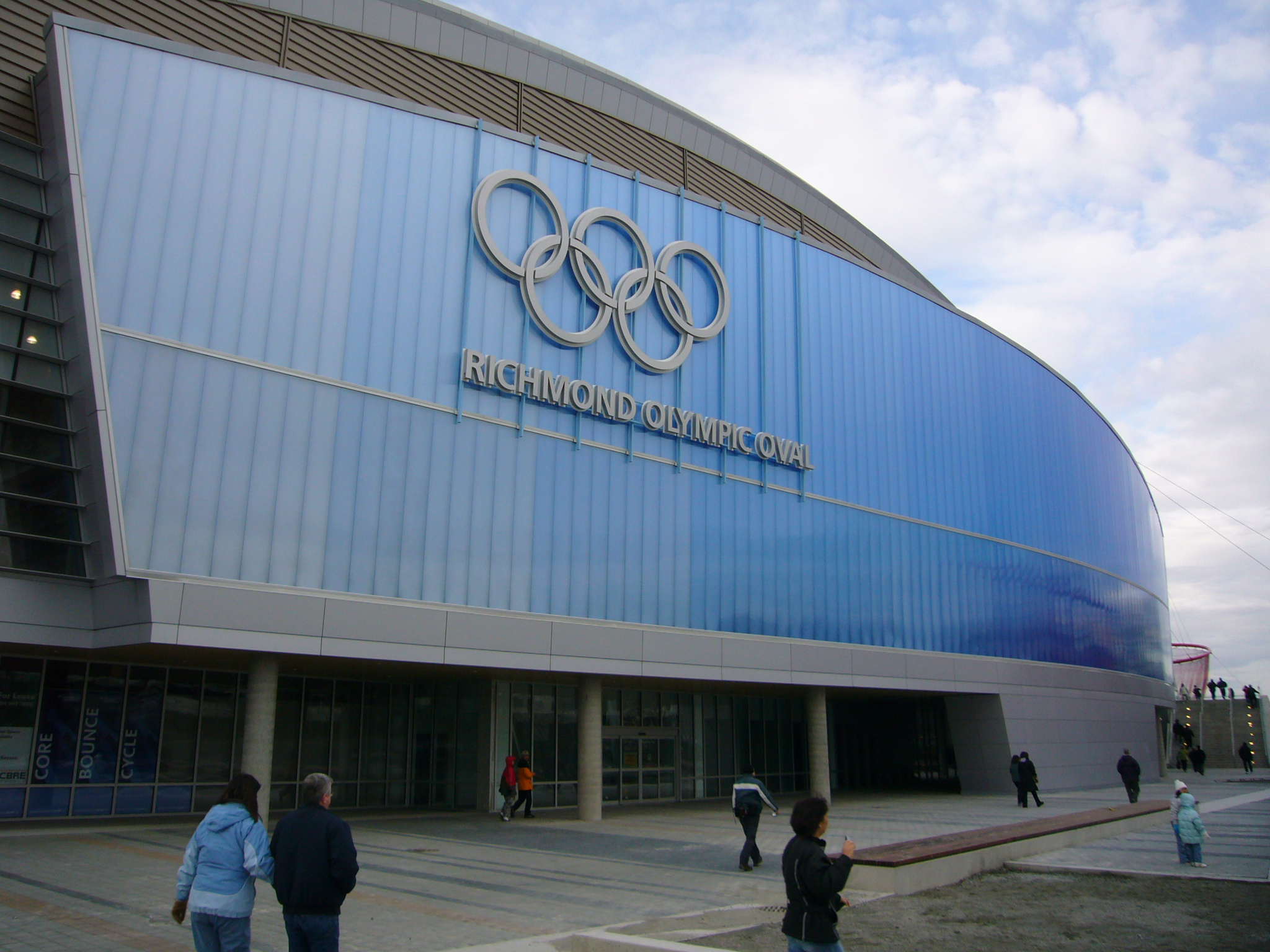
Richmond Olympic Oval, local das provas de patinação de velocidade.

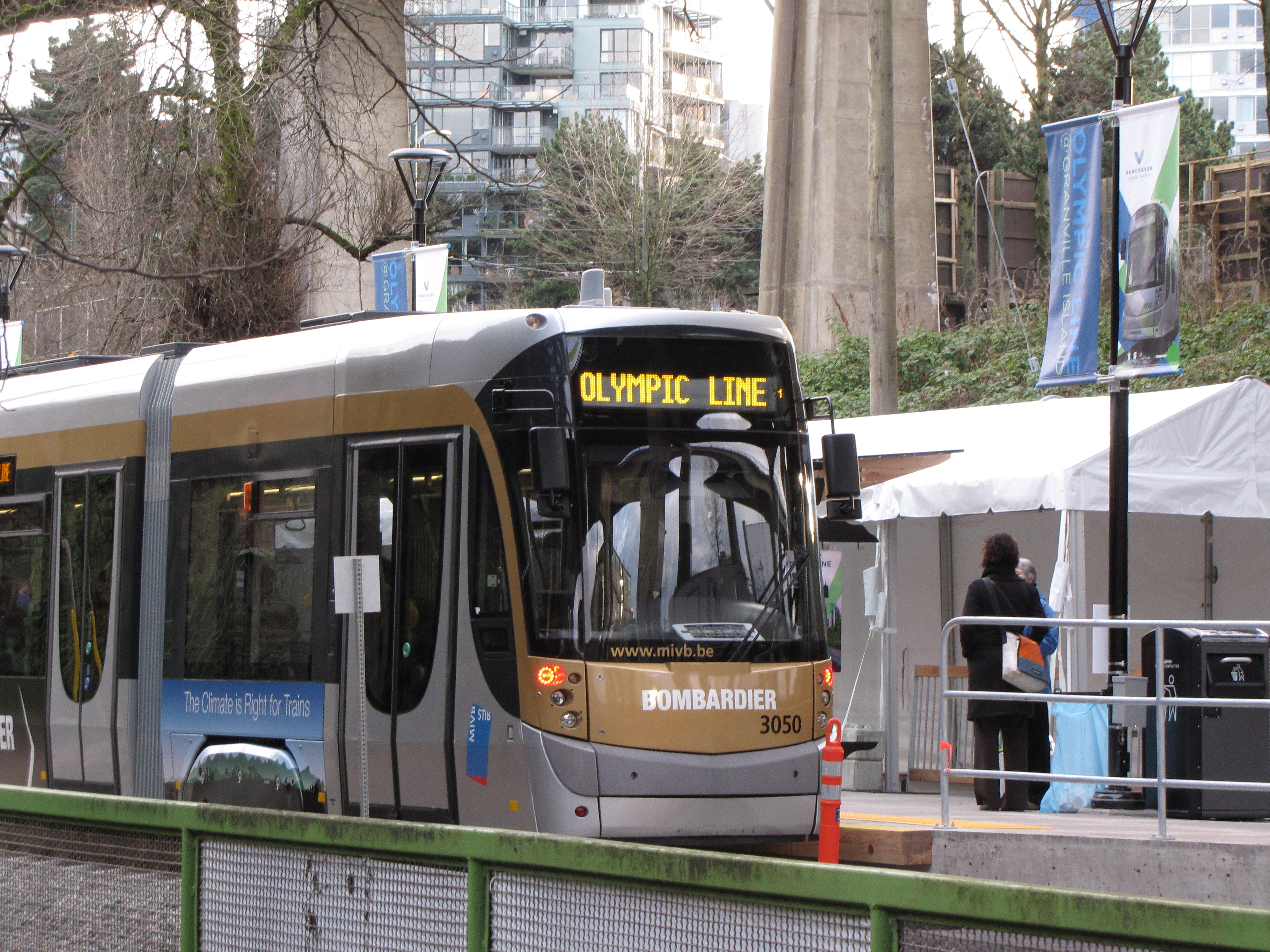
Linha olímpica de bonde usada em Vancouver para diminuir o tráfego de veículos próximos as sedes esportivas.

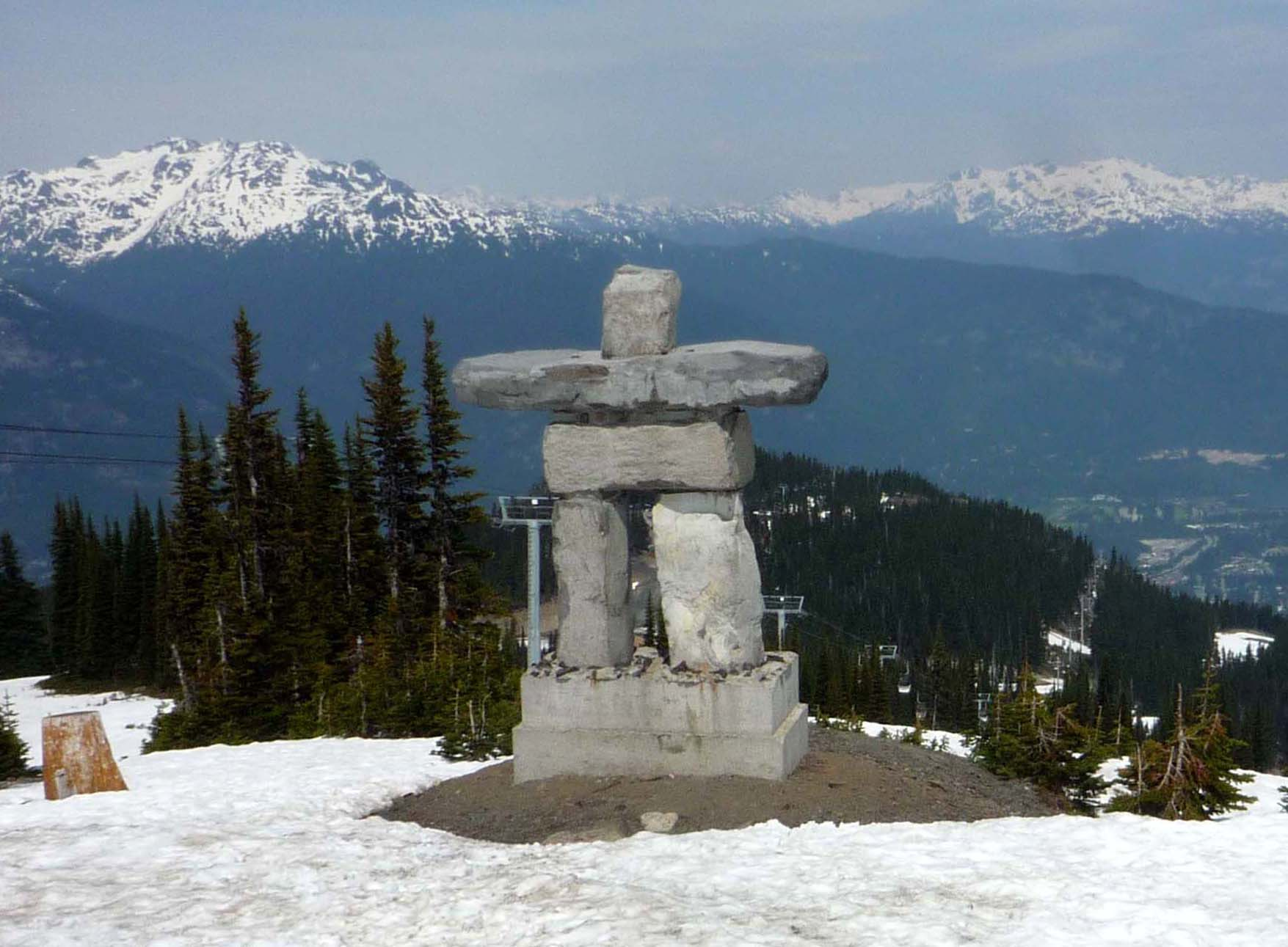
Estátua de Ilanaaq, localizada no topo da estação de esqui de Whistler Blackcomb, Whistler.

Mascotes olímpicos oficiais.

O problema inicial depois que Vancouver foi escolhida como sede dos Jogos Olímpicos de Inverno de 2010, foi o fato do planejamento do Vancouver Organizing Committee (VANOC) prever que os custos seriam divididos igualmente pelo governos federal e provincial, primeiramente com a finalidade de evitar o aumento dos custos. Posteriormente, foram conseguidos patrocínios e doações confidenciais de empresas. Contudo, o dinheiro gasto dos cofres públicos foi superior ao previsto. As estimativas de custo originais eram de US$ 660 milhões advindos dos cofres públicos, porém, logo foi admitido que o valor final poderia atingir os US$ 6 bilhões. Além disso, a Vila Olímpica ultrapassou em mais de US$ 100 milhões, o orçamento do VANOC.

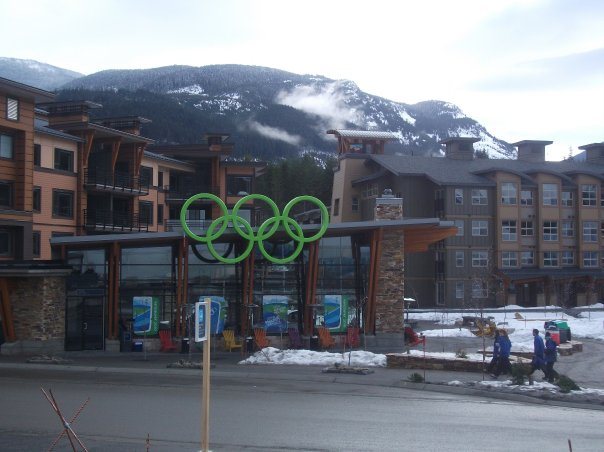
Vila Olímpica situada em Wristler, sede das provas na montanha.

Em 2005, a construção e reforma das sedes dos Jogos começaram. Dois anos mais tarde, começou a construção da Vila Olímpica. Ao contrário de muitas sedes anteriores, a grande maioria dos locais de competição estava pronta. As principais construções utilizadas nos Jogos foram o BC Place, Pacific Coliseum, Whistler Blackcomb, Richmond Olympic Oval, Montanha Cypress, Whistler Olympic Park e The Whistler Sliding Centre. Das instalações esportivas, doze situaram-se em Vancouver e três em Whistler.

### Transporte
Para prevenir engarrafamentos durante os períodos de disputas, inúmeras normas e melhorias foram feitas na cidade. A princípio, em 2007, duzentos novos ônibus foram colocados nas ruas para o transporte dos turistas. Além, empresas privadas também expandiram suas rotas, a fim de evitar congestionamentos nas proximidades das sedes dos Jogos. As vias próximas aos locais de competições também foram fechadas, com o intuito de permitir operações mais eficientes e sobretudo garantir a segurança. Nas vias públicas, no centro da cidade, os estacionamentos de rua foram removidos e transformados em ruas improvisadas, para manter o tráfego, já movimentado, mais fluente. O VANOC encorajou a população a não utilizar, nos horários de pico, as pontes usadas para sair da cidade. Em acréscimo, o comitê organizador recomendou o uso de bicicletas como formas rápidas de se locomover na cidade, devido ao aumento do tráfego. O Metrô de Vancouver também sofreu expansão, ao inaugurar uma nova linha em 2009, a Canada Line, que ligou o Aeroporto Internacional de Vancouver à Richmond, facilitando o transporte em toda a região metropolitana.

### Marketing
O logotipo oficial dos Jogos, intitulado de Ilanaaq, foi escolhido em 23 de abril de 2005, após uma eleição que avaliou 1 600 propostas. Foi aprovado por representar a cultura canadense de um modo geral. As cores da imagem mostram as diferentes regiões do país: o verde e o azul simbolizam as florestas costeiras, o vermelho, a folha de bordo da bandeira do Canadá e o amarelo, o nascer do Sol.
Os mascotes desta edição foram apresentados em 27 de novembro de 2007. Os três oficiais misturaram animais da fauna da Colúmbia Britânica e criaturas mitológicas. Miga é um híbrido de urso e orca, vivente do mar da região. Quatchi é um sasquatch ("pé-grande") que vive nas florestas canadenses e sonha em ser um grande jogador de hóquei no gelo. Já Sumi, foi o símbolo oficial das Paralimpíadas, representa o espírito de um animal das montanhas canadenses, usa chapéu de orca, tem grandes asas e pernas de um urso-negro. Seu nome veio da palavra Salish, que significa "espírito guardião". Em novembro do ano seguinte, um quarto mascote foi apresentado: MukMuk, a marmota de Vancouver. Mesmo não sendo oficial, foi considerado "ajudante" dos demais.
Antes do evento foi estabelecida a "Lei C-47", que criou um quadro jurídico para restringir o uso de símbolos e marcas das Olimpíadas irregularmente. A norma puniu empresas que usavam os cinco anéis olímpicos e o lema "Citius, Altius, Fortius", os logotipos e as medalhas. Mesmo assim, os quatro mascotes olímpicos apareceram 1 500 vezes durante o evento. Ao todo, camisetas, botons, chaveiros, bonecos, bonés, correntes, entre outros produtos, foram vendidos com a marca de Vancouver-2010, arrecadando US$ 500 milhões.

### Transmissão
Estes jogos tiveram como emissora anfitriã a Olympic Broadcasting Services Vancouver (OBSV), subsidiária da Olympic Broadcasting Services, criada pelo Comitê Olímpico Internacional em 2001 para ser a responsável pela transmissão das Olimpíadas de 2008. Os Jogos tiveram a peculiaridade de serem os primeiros a terem apenas a OBS como emissora oficial. No Canadá, a detentora dos direitos foi a CTV, que venceu a concorrência com a Canadian Broadcasting Corporation (CBC), por oferecer um valor maior em dinheiro e uma cobertura de mais de 4 000 horas de transmissão.
A mídia no evento foi representada por 10 400 funcionários de redes de televisão e por 2 800 jornalistas e fotógrafos de imprensa e radiodifusão. Em todo o mundo, 3,5 bilhões de espectadores acompanharam a cobertura do evento pela televisão, 47% a mais que a cobertura televisiva feita aos Jogos de Turim, em 2006. O site oficial de Vancouver também bateu recordes, 275 milhões de internautas visitaram-no durante o evento, contra os 105 milhões que acessaram ao de Pequim 2008.
No Brasil, os Jogos foram transmitidos pela Rede Record e Record News na televisão aberta. Na TV por assinatura a transmissão se deu através do SporTV.

## Tocha olímpica

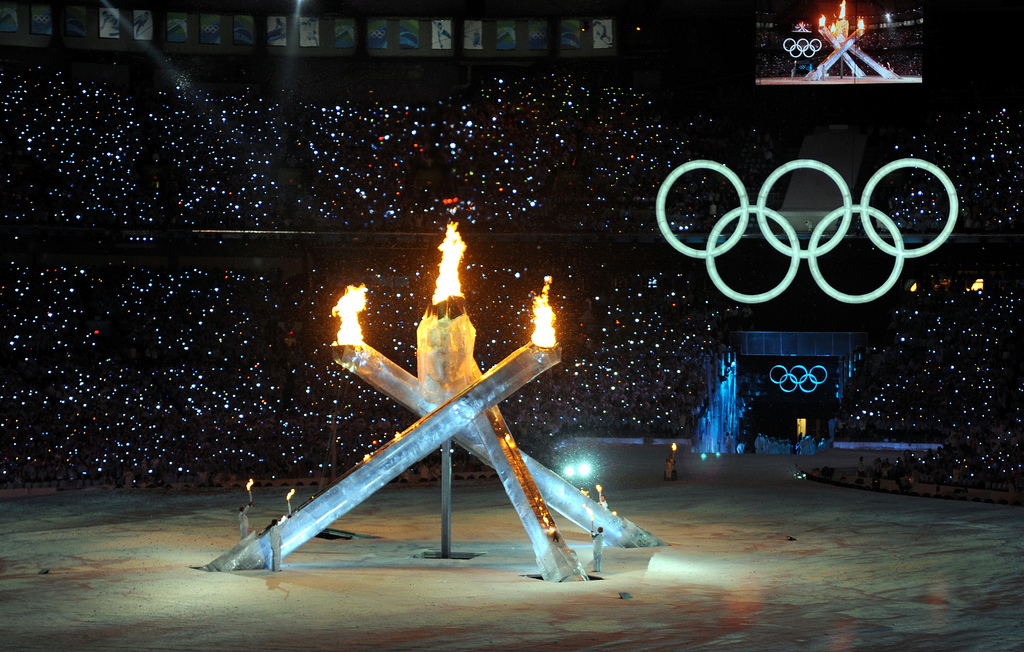
Atletas canadenses acendem a pira olímpica na cerimônia de abertura dos Jogos

O desenho da tocha que carregou a chama olímpica foi inspirado nas linhas suaves e nos resquícios deixados na neve e no gelo durante os esportes de inverno. Foi confeccionada em aço inoxidável e alumínio composto para moldagem da folha.
Seguindo a tradição dos Jogos Olímpicos, a chama foi acesa nas ruínas da cidade de Olímpia, em 22 de outubro de 2009, através de um espelho côncavo e usando raios solares para gerar a primeira faísca. De Olímpia, a tocha seguiu para o Estádio Panathinaiko, em Atenas, e depois, em uma cerimônia, foi entregue ao comitê organizador dos Jogos. Em 29 de outubro, a tocha prosseguiu para Vitória, o ponto de partida do revezamento.
Durante 106 dias, mais de doze mil pessoas participaram do revezamento da tocha, que percorreu 1 037 comunidades do Canadá. O trajeto incluiu uma visita a Alert, no Nunavut, a comunidade permanentemente habitada mais setentrional do mundo. Entre as celebridades portadoras da tocha estiveram a cantora Shania Twain, o cantor Michael Bublé, o nadador César Cielo, a ginasta Shawn Johnson, o ex-jogador de basquetebol Oscar Schmidt e o ator e governador da Califórnia, Arnold Schwarzenegger.
A tocha encerrou sua jornada na Cerimônia de Abertura dos Jogos, quando foi usada por quatro atletas canadenses para acender a pira olímpica. Durante este revezamento final dos atletas, onde a pira olímpica estava se revelando no chão da BC Place, ocorreu uma pane inesperada no sistema hidráulico que a sustentava e apenas três dos quatro braços que sustentavam a pira se levantaram. O braço que estava destinado à patinadora de velocidade Catriona Le May Doan não funcionou. Catriona, por sua vez, agiu com naturalidade e se posicionou da forma combinada nos ensaios. Após este acontecido a tocha foi levada para o lado de fora do estádio e a pira permanente ali localizada foi acesa por Wayne Gretzky. O erro foi corrigido quinze dias mais tarde, quando LeMay-Doan acendeu a pira interna no início da cerimônia de encerramento.

## Sedes

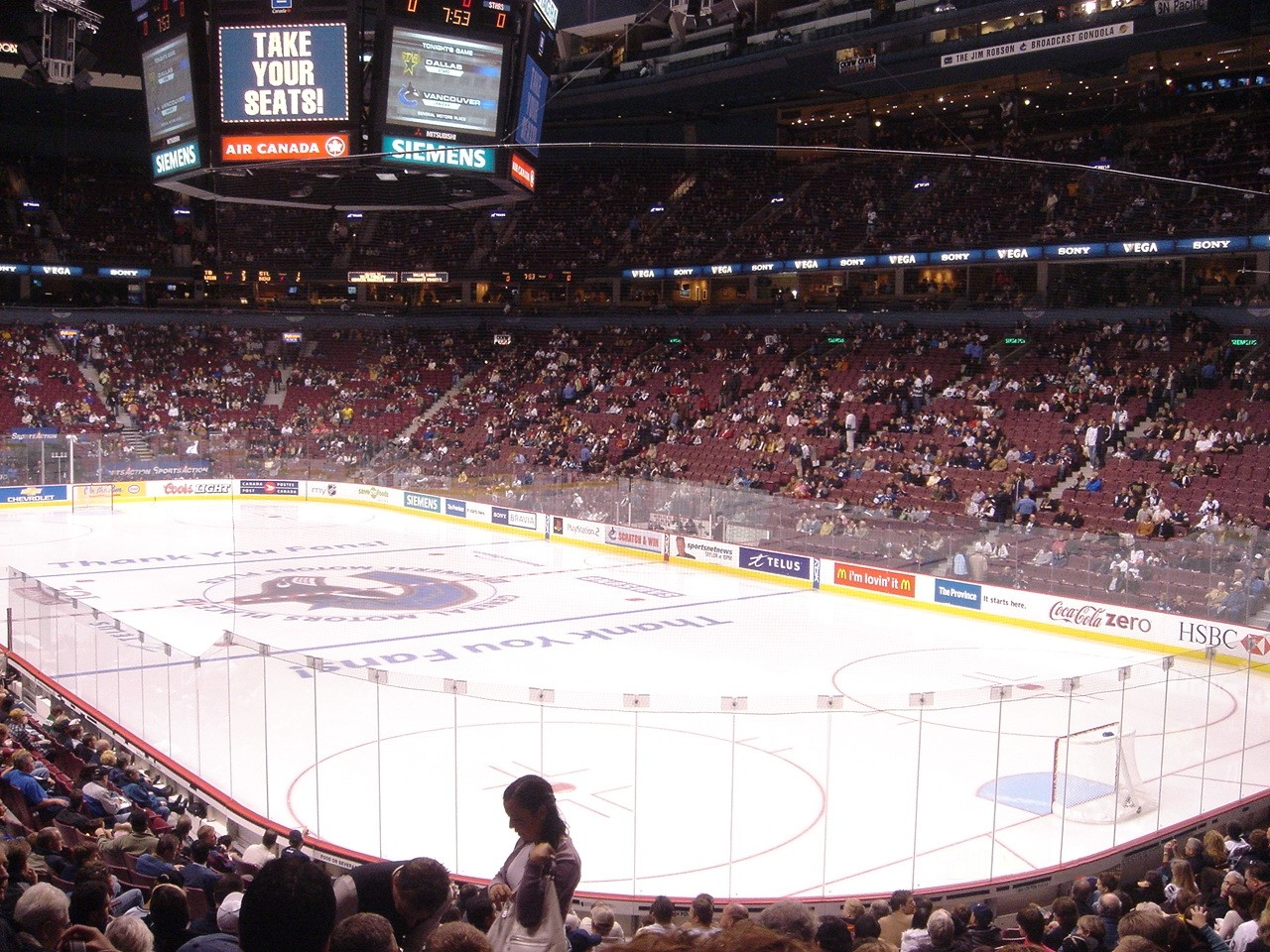
Canada Hockey Place, sede das partidas do hóquei no gelo.

Nos Jogos de Vancouver foram usadas sedes urbanas e na montanha em quatro cidades. Alguns locais foram construídos especialmente para os eventos, enquanto outros foram adaptados:

### Locais de competição
- Canada Hockey Place - a arena do Vancouver Canucks, time da National Hockey League, foi a principal sede do torneio de hóquei no gelo. Sediou quase todos os jogos do torneio masculino e cinco do torneio feminino, incluindo as finais do evento.[48]
- Vancouver Olympic Centre - construído especialmente para os Jogos, a arena foi a sede do curling.[49]
- Pacific Coliseum - a arena, que pertence ao Vancouver Giants, time júnior de hóquei da cidade, foi adaptada e sediou os eventos da patinação artística e da patinação de velocidade em pista curta.[50]
- UBC Thunderbird Arena - casa das equipes da liga universitária de hóquei no gelo da Universidade da Colúmbia Britânica, foi a arena secundária do evento e sediou a maioria dos jogos do torneio feminino de hóquei no gelo e dois jogos da fase final do torneio masculino.[51]

- The Whistler Sliding Centre - este centro, na cidade de Whistler, foi a sede dos eventos de luge, bobsleigh e skeleton.[52]
- Whistler Creekside - esta estação sediou as provas do esqui alpino.[53]
- Whistler Olympic Park - local que foi sede do maior número de eventos dos Jogos, recebendo todas as competições do combinado nórdico, biatlo, salto de esqui e esqui cross-country.[54]

### Outros locais
- Richmond Olympic Oval - arena localizada em Richmond, foi a sede da patinação de velocidade.[55]
- Montanha Cypress - estação localizada em West Vancouver, sediou as provas de snowboard e esqui estilo livre.[56]
- BC Place - este estádio de futebol americano é o primeiro Estádio Olímpico indoor da história. Além das cerimônias, foi sede das premiações dos eventos que aconteceram em Vancouver e de alguns realizados em Whistler.[57]
- Centros de Imprensa - são dois centros de mídia, um no Centro de Convenções de Vancouver e outro no Centro de Conferências de Whistler.[58][59]
- Vila Olímpica - Por questões de logística, Vancouver e Whistler tiveram suas próprias vilas olímpicas, distanciadas 117 km.[60][61]
- Praça das Medalhas de Whistler - nela ocorreram as cerimônias de premiação das provas realizadas na cidade.[62]

## Países participantes

Mapa dos países participantes (em verde)

Apesar de inicialmente o Comitê Organizador ter projetado a participação de oitenta países no evento, competiram nesta edição 82 nações. Ilhas Cayman, Colômbia, Gana, Montenegro, Paquistão, Peru e Sérvia participam pela primeira vez dos Jogos. A Jamaica, o México e o Marrocos voltaram aos Jogos de Inverno, após não participarem dos Jogos Olímpicos de Turim, em 2006. Luxemburgo qualificou dois atletas, mas não disputou os Jogos devido a irregularidades na inscrição de um e a lesão do outro.

Os Estados Unidos enviaram 216 atletas, sendo esta a maior delegação do evento. O Canadá, país anfitrião, apresentou a segunda maior, formada por 206 competidores. Abaixo estão listadas todas as nações participantes nos Jogos Olímpicos :
| Lista de países participantes |
| --- |
| - RSA África do Sul (2) - ALB Albânia (1) - GER Alemanha (153) - AND Andorra (6) - ALG Argélia (1) - ARG Argentina (7) - ARM Armênia (4) - AUS Austrália (40) - AUT Áustria (81) - AZE Azerbaijão (2) - BEL Bélgica (9) - BER Bermudas (1) - BLR Bielorrússia (50) - BIH Bósnia e Herzegovina (5) - BRA Brasil (5) - BUL Bulgária (19) - CAN Canadá (206) - KAZ Cazaquistão (38) - CHI Chile (3) - CHN China (90) - CYP Chipre (2) - COL Colômbia (1) - PRK Coreia do Norte (2) - KOR Coreia do Sul (46) - CRO Croácia (18) - DEN Dinamarca (18) - SVK Eslováquia (73) - SLO Eslovênia (50) - ESP Espanha (18) - USA Estados Unidos (215) - EST Estônia (30) - ETH Etiópia (1) - FIN Finlândia (95) - FRA França (108) - GHA Gana (1) - GEO Geórgia (8) - GBR Grã-Bretanha (52) - GRE Grécia (7) - HKG Hong Kong (1) - HUN Hungria (16) - CAY Ilhas Cayman (1) - IND Índia (3) - IRI Irã (4) - IRL Irlanda (6) - ISL Islândia (5) - ISR Israel (3) - ITA Itália (109) - JAM Jamaica (1) - JPN Japão (94) - LAT Letônia (59) - LIB Líbano (3) - LIE Liechtenstein (7) - LTU Lituânia (8) - MAR Marrocos (1) - MEX México (1) - MDA Moldávia (7) - MON Mônaco (6) - MGL Mongólia (2) - MNE Montenegro (1) - NEP Nepal (2) - NOR Noruega (99) - NZL Nova Zelândia (16) - NED Países Baixos (34) - PAK Paquistão (1) - PER Peru (3) - POL Polônia (50) - POR Portugal (1) - KGZ Quirguistão (2) - CZE República Checa (92) - MKD República da Macedônia (4) - ROU Romênia (29) - RUS Rússia (177) - SMR San Marino (1) - SEN Senegal (1) - SRB Sérvia (10) - SWE Suécia (106) - SUI Suíça (146) - TPE Taipé Chinês (1) - TJK Tajiquistão (1) - TUR Turquia (6) - UKR Ucrânia (47) - UZB Uzbequistão (3) |

## Esportes

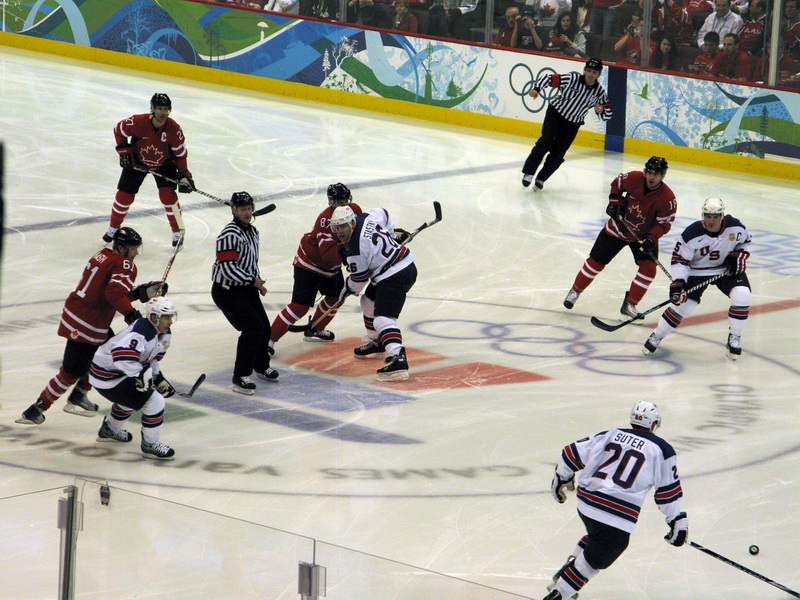
Partida entre Estados Unidos e Canadá, no hóquei no gelo durante as preliminares.

O programa de Vancouver foi muito similar ao dos Jogos de Turim em 2006. Houve quinze desportos (esportes) totalizando 86 eventos (45 provas masculinas, 38 femininas e 3 mistas). A única alteração foi a inclusão das provas de ski cross masculino e ski cross feminino do Esqui estilo livre. Outros seis eventos foram propostos, mas não aceitos:
- Revezamento misto de biatlo;
- Competição por equipe de bobsleigh;
- Competição por equipe de skeleton;
- Competição por equipe do luge;
- Dupla mista de curling;
- Salto de esqui feminino.

Abaixo a lista de modalidades que foram disputadas nos Jogos. Em parênteses o número de eventos em cada modalidade:
| - Biatlo (10) - Bobsleigh (3) - Combinado nórdico (3) - Curling (2) - Esqui alpino (10) - Esqui cross-country (12) - Esqui estilo livre (6) - Hóquei no gelo (2) | - Luge (3) - Patinação artística (4) - Patinação de velocidade (12) - Patinação de velocidade em pista curta (8) - Salto de esqui (3) - Skeleton (2) - Snowboard (6) |

## Calendário
Esse foi o calendário das competições dos Jogos de 2010:
| ● | Cerimônia de abertura |  | Dia de competição |  | Dia de final | ● | Cerimônia de encerramento |

| Fevereiro                        | 12 | 13 | 14 | 15 | 16 | 17 | 18 | 19 | 20 | 21 | 22 | 23 | 24 | 25 | 26 | 27 | 28 | T  |
| -------------------------------- | -- | -- | -- | -- | -- | -- | -- | -- | -- | -- | -- | -- | -- | -- | -- | -- | -- | -- |
| Cerimônias                       | ●  |    |    |    |    |    |    |    |    |    |    |    |    |    |    |    | ●  |    |
| Biatlo                           |    | ●  | ●  |    | ●  |    | ●  |    |    | ●  |    | ●  |    |    | ●  |    |    | 10 |
| Bobsleigh                        |    |    |    |    |    |    |    |    |    | ●  |    |    | ●  |    |    | ●  |    | 3  |
| Combinado nórdico                |    |    | ●  |    |    |    |    |    |    |    |    | ●  |    | ●  |    |    |    | 3  |
| Curling                          |    |    |    |    |    |    |    |    |    |    |    |    |    |    | ●  | ●  |    | 2  |
| Esqui alpino                     |    |    |    | ●  |    | ●  | ●  | ●  | ●  | ●  |    | ●  |    | ●  | ●  | ●  |    | 10 |
| Esqui cross-country              |    |    |    | ●  |    | ●  |    | ●  | ●  |    | ●  |    | ●  | ●  |    | ●  | ●  | 12 |
| Esqui estilo livre               |    | ●  | ●  |    |    |    |    |    |    | ●  |    | ●  | ●  | ●  |    |    |    | 6  |
| Hóquei no gelo                   |    |    |    |    |    |    |    |    |    |    |    |    |    | ●  |    |    | ●  | 2  |
| Luge                             |    |    | ●  |    | ●  | ●  |    |    |    |    |    |    |    |    |    |    |    | 3  |
| Patinação artística              |    |    |    | ●  |    |    | ●  |    |    |    | ●  |    |    | ●  |    | G  |    | 4  |
| Patinação de velocidade          |    | ●  | ●  | ●  | ●  | ●  | ●  |    | ●  | ●  |    | ●  | ●  |    |    | ●  |    | 12 |
| Patinação de vel. em pista curta |    | ●  |    |    |    | ●  |    |    | ●  |    |    |    | ●  |    | ●  |    |    | 8  |
| Salto de esqui                   |    | ●  |    |    |    |    |    |    | ●  |    | ●  |    |    |    |    |    |    | 3  |
| Skeleton                         |    |    |    |    |    |    |    | ●  |    |    |    |    |    |    |    |    |    | 2  |
| Snowboard                        |    |    |    | ●  | ●  | ●  | ●  |    |    |    |    |    |    |    | ●  | ●  |    | 6  |
| Finais                           |    | 5  | 5  | 6  | 5  | 7  | 6  | 4  | 6  | 6  | 4  | 5  | 5  | 6  | 7  | 7  | 2  | 86 |
| Fevereiro                        | 12 | 13 | 14 | 15 | 16 | 17 | 18 | 19 | 20 | 21 | 22 | 23 | 24 | 25 | 26 | 27 | 28 | T  |

## Cerimônias

### Cerimônia de abertura
Um minuto antes do início da cerimônia, os auto-falantes do estádio BC Place anunciaram que todo o evento daquela noite seria dedicado à morte de Nodar Kumaritashvili. Em seguida, deu-se uma contagem regressiva nas arquibancas. Ao fim, telões mostraram as montanhas cobertas de neve de Vancouver, nas quais localizava-se um snowboarder. O atleta desceu as montanhas e surgiu no próprio estádio, saudando a todos com "Bem-vindos!". Na sequência, a Polícia Montada entrou no ginásio carregando a bandeira do Canadá, hasteando-a enquanto  Nikki Yanofsky cantava o hino nacional.
Adiante, quatro totens de doze metros de altura foram erguidos no centro do palco, representando os quatro povos aborígenes que deram origem à população canadense. A história das civilizações foi contada através de danças e músicas típicas. O desfile das delegações veio em seguida, com destaque para os georgianos com braceletes pretos, simbolizando o luto ao seu piloto de luge. Com as acomodações dos atletas nas arquibancadas, os canadenses Nelly Furtado e Bryan Adams cantaram a música Tributo aos atletas. De volta a parte cultural, uma "neve" tomou conta do palco, junto com várias pessoas vestidas de branco. Papéis caíram do alto, retratando a neve caindo do céu. Artistas e dançarinos mostraram qualidades nacionais, como a fauna e a flora, em uma espécie de peça de teatro dividida em seis atos. O presidente do COI, Jacques Rogge, saudou o público e mais uma vez lembrou a morte do georgiano com um minuto de silêncio. Com neve artificial, a chama olímpica entrou no estádio, que após passar por quatro atletas famosos canadenses, foi acendida por apenas três deles. Encerrando a cerimônia, deu-se um show pirotécnico.

### Cerimônia de encerramento
A cerimônia de encerramento aconteceu em 28 de fevereiro, com novas versões de músicas típicas e efeitos especiais. O diferencial foi o bom humor usado pelos canadenses com os próprios erros cometidos no evento. A primeira atração foi um palhaço, que estava lá para consertar o erro da abertura, quando um toten não ergueu-se do chão. Vestido de mecânico, fingiu levantar a pira olímpica, para que fosse acesa pela atleta Catriona. A cerimônia prosseguiu com a entrada das bandeiras dos 82 países e dos atletas, sem separação por delegações. Após as apresentações culturais, ocorreu a entrega das medalhas da largada coletiva masculina do esqui cross-country.
Os Jogos de Vancouver foram encerrados oficialmente pelo presidente do COI Jacques Rogge, que disse que o evento havia sido excelente e amistoso. Após as execuções dos hinos grego e russo, a bandeira olímpica foi entregue ao prefeito de Sóchi, Anatoly Pakhomov, pelo prefeito de Vancouver, Gregor Robertson. A cidade de Sóchi, sede dos Jogos de Inverno em 2014, fez sua apresentação no BC Place com performances de música erudita e balé clássico,se apresentando como a primeira cidade subtropical a sediar os Jogos Olímpicos de Inverno. A pira olímpica se apagou e a cerimônia se encerrou com um show de artistas canadenses, entre eles, Avril Lavigne, Alanis Morissette, Catherine O'Hara e Michael Bublé, além do grupo Nickelback.

## Fatos e destaques
- O suíço Simon Ammann conquistou o primeiro ouro desta edição após vencer a prova de pista normal individual (90 m) do salto de esqui, tornando-se bicampeão olímpico.[109] Adiante, conquistou sua segunda medalha de ouro, desta vez na prova de pista longa (120 m), mesmo não sendo o favorito.[110]

- A equipe norte-americana masculina de bobsleigh conquistou o ouro na prova por equipes após 62 anos sem medalhas de ouro olímpicas neste esporte. Alemanha e Canadá completaram o pódio do evento.[111]

- Tricampeã mundial, a tcheca Martina Sáblíková unificou as conquistas mundial e olímpica e conquistou duas medalhas de ouro nos Jogos: nos 5 000 e nos 3 000 metros. Nos 1 500 m, encerrou medalhista de bronze.[112]

- Dois países conquistaram sua primeira medalha de ouro em Jogos de Inverno:  a russa naturalizada eslovaca Anastazia Kuzmina, venceu a prova de velocidade do biatlo,[113] e Alexei Grishin, da Bielorrússia, encerrou com o primeiro lugar no aerials masculino do esqui estilo livre.[114]

- O neerlandês Sven Kramer conquistou o ouro nos 5 000 metros da patinação de velocidade e manteve a tradição dos Países Baixos neste tipo de competição. Na mesma prova, quebrou o recorde olímpico, feito em 2002, com um tempo de 6:14.60 min. Dias depois, foi penalizado na prova dos 10 000 m, quando passou por um cone de marcação entre suas pernas e não com ele à direita, conforme o regulamento. Pelo erro, foi desclassificado e o recorde olímpico (12:54.50 min) anulado.[115]

- Alexandre Bilodeau, do Canadá, conquistou a primeira medalha de ouro olímpica do país em território nacional, na prova do moguls masculino do esqui estilo livre, ao somar 26,75 pontos.[116]

- Na patinação artística, a dupla chinesa Shen Xue e Zhao Hongbo quebrou o recorde mundial do programa curto ao somarem 76,66 pontos. Após o programa livre, Shen e Zhao estabeleceram uma nova marca para a pontuação total, 216,57, e conquistaram a medalha de ouro.[117]

- Apesar de protestos envolvendo a aerodinâmica de seu capacete que facilitaria sua descida, a britânica Amy Williams conquistou a medalha de ouro na prova de skeleton feminino.[118]

- A norueguesa Marit Bjørgen conquistou três medalhas de ouro, uma de prata e uma de bronze no esqui cross-country, tornando-se a maior medalhista dessa edição.[119]

- Na dança do gelo da patinação artística, os canadenses Tessa Virtue e Scott Moir, conquistaram a medalha de ouro, ao somarem 221,570 pontos. Os russos Maxim Shabalin e Oksana Domnina encerraram com o bronze, após apresentarem no programa original uma polêmica coreografia baseada na cultura aborígene, utilizando trajes inspirados no tema - tangas vermelhas e uma roupa com desenhos brancos, simulando a pintura corporal dos aborígenes.[120]

- O russo Evgeni Plushenko, campeão olímpico na patinação artística em 2006 e favorito ao bicampeonato em Vancouver, protestou suas notas após a apresentação do programa livre, quando o norte-americano Evan Lysacek superou sua performance na pontuação. Decepcionado, encerrou na segunda colocação com a medalha de prata.[121] Lysacek foi o primeiro campeão olímpico desde Lillehammer 1994 a não apresentar o salto quádruplo, elemento que matematicamente daria a vitória ao russo. Contudo, as notas de Plushenko nos outros elementos foram menores do que as de Lysacek.[121]

- Na prova do individual feminino da patinação artística, a sul-coreana Kim Yu-Na conquistou a medalha de ouro, estabelecendo um novo recorde mundial e tornando-se a primeira coreana a conquistar uma medalha nesse esporte.[122] No mesmo evento, a canadense Joannie Rochette comoveu o público ao apresentar-se dois dias depois da morte de sua mãe, ao final, conquistou a medalha de bronze.[123]

- No hóquei no gelo o pódio repetiu-se tanto no torneio feminino quanto no masculino. Em ambas as finais, o Canadá derrotou os Estados Unidos e a medalha de bronze foi conquistada pela Finlândia.[124]

## Quadro de medalhas
Para o quadro completo, veja Quadro de medalhas dos Jogos Olímpicos de Inverno de 2010
| Ordem                                                                                      | País               | Medalha de ouro | Medalha de prata | Medalha de bronze |    |
| ------------------------------------------------------------------------------------------ | ------------------ | --------------- | ---------------- | ----------------- | -- |
| 1                                                                                          | CAN Canadá         | 14              | 7                | 5                 | 26 |
| 2                                                                                          | GER Alemanha       | 10              | 13               | 7                 | 30 |
| 3                                                                                          | USA Estados Unidos | 9               | 15               | 13                | 37 |
| 4                                                                                          | NOR Noruega        | 9               | 8                | 6                 | 23 |
| 5                                                                                          | KOR Coreia do Sul  | 6               | 6                | 2                 | 14 |
| 6                                                                                          | SUI Suíça          | 6               |                  | 3                 | 9  |
| 7                                                                                          | CHN China          | 5               | 2                | 4                 | 11 |
|                                                                                            | SWE Suécia         | 5               | 2                | 4                 | 11 |
| 9                                                                                          | AUT Áustria        | 4               | 6                | 6                 | 16 |
| 10                                                                                         | NED Países Baixos  | 4               | 1                | 3                 | 8  |
| Brasil e Portugal, os países lusófonos participantes dos Jogos, não conquistaram medalhas. |                    |                 |                  |                   |    |

## Polêmicas e incidentes

### Pandemia de H1N1
A pandemia de gripe A de 2009 despertou preocupação dos organizadores dos Jogos, já que milhares de pessoas se concentrariam em Vancouver e Whistler durante o evento. Para evitar riscos, atletas, torcedores e voluntários foram encorajados a se vacinarem. Um estoque de vacinas também foi montado para a equipe envolvida com a organização dos Jogos. No entanto, nenhum caso da gripe foi confirmado pelas autoridades locais.

### Salto de esqui feminino
Em 2006, o Comitê Olímpico Internacional decidiu não incluir o salto de esqui feminino nos Jogos de Vancouver, por considerar que a modalidade ainda não estava suficientemente desenvolvida e não cumpria os critérios adotados pelo Comitê para ser incluído no programa. A equipe canadense questionou a decisão, acusando o COI de discriminação de gênero.
O time norte-americano feminino da modalidade apresentou uma petição na Suprema Corte da Colúmbia Britânica, alegando que seus direitos haviam sido violados de acordo com a Carta Canadense de Direitos e Liberdades. Entretanto, em julho de 2009, a Corte rejeitou o processo, afirmando que, embora as mulheres estivessem sendo de fato discriminadas, o evento é de responsabilidade do Comitê Olímpico Internacional, entidade que não é regida pela Carta.

### Acidente fatal
Durante uma sessão de treinamento em 12 de fevereiro, o piloto de luge georgiano Nodar Kumaritashvili morreu devido a ferimentos causados após um acidente na última curva do percurso a uma velocidade de 144,3 km/h. Kumaritashvili perdeu o controle e saiu da pista na curva, chocando-se contra um pilar de suporte de aço. A Federação Internacional de Luge (FIL) imediatamente convocou uma reunião de emergência após o incidente, e todas as sequências de treinamentos para o dia foram suspensos. No mesmo dia, durante a cerimônia de abertura, a delegação da Geórgia desfilou de luto e sob aplausos do público presente.
A The Whistler Sliding Centre é reconhecida como a pista mais rápida do mundo e também uma das mais perigosas. Na preparação para os Jogos várias equipes levantaram preocupações sobre a segurança dos atletas. Um representante da FIL disse, em 12 de fevereiro, que das 2 500 descidas realizadas antes do início das Olimpíadas, o número de acidentes foi de apenas 3%. Contudo, uma semana antes do acidente, os atletas comentavam sobre a velocidade e dificuldade técnica dos 1 400 metros do percurso.
As investigações foram realizadas no mesmo dia, concluindo que o acidente não foi causado por deficiências na pista, mas sim por falha humana. Como medida preventiva, as paredes na saída da curva 16, local do acidente, foram ajustadas e uma mudança na estrutura do gelo foi feita. Devido a fatalidade, o ponto de partida para a disputa individual masculina foi alterada para o mesmo ponto da disputa feminina inicial e de duplas, visando reduzir a velocidade da descida. Kumaritashvili foi o primeiro atleta olímpico a morrer nos Jogos Olímpicos de Inverno desde 1992 e o primeiro piloto de luge a morrer em uma sessão de treinamentos desde o britânico Kazimierz Kay-Skrzypeski nos Jogos Olímpicos de Inverno de 1964, em Innsbruck.

### Oposição
Após a eleição de Vancouver como cidade-sede, inúmeros protestos e manifestações estiveram presentes em eventos típicos e esportivos. Ativistas, políticos locais e até prefeitos de cidades vizinhas, como Vitória e Burnaby, declararam-se contra Vancouver receber os Jogos. Ambas, criticaram os altos custos adquiridos com a construção de instalações novas. Em 11 de março de 2007, duas pessoas foram presas por tentarem apagar a iluminação da bandeira olímpica que estava em frente a prefeitura da cidade. Além, o relógio símbolo da contagem para o dia da cerimônia de abertura, situado no centro da cidade, foi depredado com slogans anti-Olimpíadas. Uma semana depois, outros manifestantes cortaram parte de uma bandeira olímpica, que decorava a fachada da prefeitura. Em resposta, o Comitê Organizador insistiu que todos os eventos públicos deveriam contar com cercas entre as pessoas e os dignitários.
Outra manifestação relacionada ao meio ambiente em West Vancouver resultou na prisão de vinte pessoas, entre elas, duas mulheres locais. Os manifestantes alegaram a destruição do local para a construção de uma rodovia entre o Aeroporto Internacional de Vancouver e a cidade. Após, vandalizaram agências do Royal Bank of Canada, um dos patrocinadores do evento nas cidades de Ottawa, Vancouver e na vizinha Vitória. Dentre os motivos alegados pelos protestantes, alguns foram citados no documentário Circo dos Cinco Anéis, como o alto número de impostos pagos pelos moradores da Colúmbia Britânica.

### Oposição indígena
Também houve oposição entre indígenas da região e seus aliados, que vêem nos Jogos uma ameaça ao turismo indesejado e especuladores aos seus territórios. A controvérsia esteve presente na escolha do logo do evento, o Ilanaaq. Povos das Primeiras Nações e os Inuit, expressaram-se contra o símbolo, alegando ser de extrema importância cultural para eles. O presidente do território Nunavut, Irniq Peter, disse: "Os Inuit nunca construíram um inuksuit com cabeça, braços e pernas. Eu já vi inuksuits mais recentes, com talvez cem anos, com cabeça, braços e pernas, mas estes não foram feitos por nós. Esses são chamados de inunguat, imitação de homens." Além, o chefe da tribo Salish, Stewart Phillip, comparou o logotipo ao personagem do Vídeo-game Pac-Man. Contudo, quatro territórios nativos estiveram presentes na cerimônia de abertura, com seus líderes sentando-se ao lado da governadora geral do Canadá, Michaëlle Jean, e do presidente do COI, Jacques Rogge.

### Doping
Durante os Jogos foi registrado apenas um caso de doping, em cerca de 2 100 testes realizados. Meses antes do evento, o COI e a Agência Mundial Antidoping (WADA), promoveram uma série de exames fora de competição, a fim de diminuir o número de resultados positivos. Com isso, trinta atletas foram afastados do evento, por desrespeitarem as regras do COI. Duas semanas depois do encerramento das Olimpíadas, a atleta do esqui cross-country, a polonesa Kornelia Marek, de 24 anos, foi pega no antidoping com a substância proibida eritropoietina (EPO). A amostra acusou o uso após a prova do revezamento 4x5km, no qual a equipe encerrou na sexta colocação. Em 7 de abril, uma contrapova confirmou a substância e a atleta foi suspensa por dois anos da seleção nacional e das competições internas, além de perder todos os resultados obtidos nas Olimpíadas. Como consequência, foi vetada dos Jogos Olímpicos de Inverno de 2014, que foram realizados em Sóchi, na Rússia.